# Elifia
Elifia – imię żeńskie; żeński odpowiednik imienia Elifiusz, którego patronem jest św. Elifiusz z Kolonii (IV wiek). 
W latach 40. XX wieku imię nadano w Polsce jeden raz. W styczniu 2025 r. w rejestrze PESEL, wśród publicznie dostępnych danych dotyczących osób żyjących, nie wykazano kobiet o imieniu Elifia nadanym jako imię pierwsze.
Elifia imieniny obchodzi 16 października, razem z Elifiuszem.